# Rottweil (huyện)
Rottweil là một huyện (Landkreis) tại bang Baden-Württemberg, nước Đức. Huyện này có diện tích 769,48 km2, dân số cuối năm 2008 là 141.073 người. Các quận giáp ranh (từ phía bắc theo chiều kim đồng hồ) là Freudenstadt, Zollernalbkreis, Tuttlingen, Schwarzwald-Baar và Ortenaukreis.

## Xã và đô thị
| Thị trấn                                                                                   | Xã | |
| ------------------------------------------------------------------------------------------ | --- | --- |
| 1. Dornhan 2. Oberndorf am Neckar 3. Rottweil 4. Schiltach 5. Schramberg 6. Sulz am Neckar | 1. Aichhalden 2. Bösingen 3. Deißlingen 4. Dietingen 5. Dunningen 6. Epfendorf 7. Eschbronn 8. Fluorn-Winzeln | 1. Hardt 2. Lauterbach 3. Schenkenzell 4. Villingendorf 5. Vöhringen 6. Wellendingen 7. Zimmern ob Rottweil |